# جین گیل (هنرپیشه، زاده ۱۹۱۲)
جین گیل (انگلیسی: Jean Gale؛ ۱۳ سپتامبر ۱۹۱۲ – ۲۶ سپتامبر ۱۹۷۴) هنرپیشه ای اهل ایالات متحده آمریکا بود. 